# Florence-Graham (Kalifornija)
Florence-Graham je naseljeno područje za statističke svrhe u američkoj saveznoj državi Kalifornija. Prema popisu stanovništva iz 2010. u njemu je živjelo 63.387 stanovnika.